# P-39 Airacobra
</includeonly>

Bell P-39 Airacobra a fost unul din principalele avioane de vânătoare în serviciu atunci când Statele Unite ale Americii a intrat în cel de-Al Doilea Război Mondial. 
A participat în luptele din Africa de Nord, Orientul Îndepărtat cât și pe Frontul de Est
P-39 Airacobra a fost folosit cu mare succes de Forțele Aeriene Sovietice, care au obținut multe succese în luptele aeriene atribuite tipului.

## Caracteristici
Creatorul avionului este locotenentul-major de aviație  Benjamin Kelsey, care s-a apucat de proiectarea avionului încă din anul 1937. Scopul său a fost să creeze un avion, care în comparație cu avioanele de vânătoare ale vremii să dispună de armament mai puternic, care însă să nu fie în dauna manevrabilității.
Rezultatul a fost un avion monomotor, aripa sub fuselaj și cu trei roți.
A fost primul avion de vânătoare din istorie care avea motorul instalat în centrul fuselajului, în spatele pilotului, având ca rezultat faptul că motorul s-a apropiat de centrul de greutate al avionului. Ca rezultat, s-a ameliorat manevrabilitatea avionului, și totodată a rămas loc liber în față pentru mitralieră și pentru roata din față.

## Avionul în acțiune
Prototipul avionului a avut zborul inaugural în data de 6 aprilie 1938, apoi mulțumită rezultatelor, a început fabricarea sa în serie, intrând în folosință din 1941. Din cele 9.588 fabricate, Uniunea Sovietică a primit 5.134 bucăți pe baza Legii de împrumut și închiriere. Piloții sovietici l-au folosit cu mare succes pentru luptele aeriene purtate la mică și medie înălțime, dar la înălțimi mari avionul avea rezultate slabe. 
Printre alte avantaje se numără și faptul că datorită tunului de 37-mm și al bombei care se putea monta sub fuselaj, putea să atace cu succes și tancurile grele germane.
Începând cu 1944 avionul a început să fie retras, fiind înlocuit treptat cu avioane mai performante,  ca de exemplu P–47 Thunderbolt, sau P-51 Mustang. 
După război avionul a fost folosit numai de Portugalia și Italia, ultimul exemplar fiind retras în 1951.